# Mariscal Sucre (parroquia)

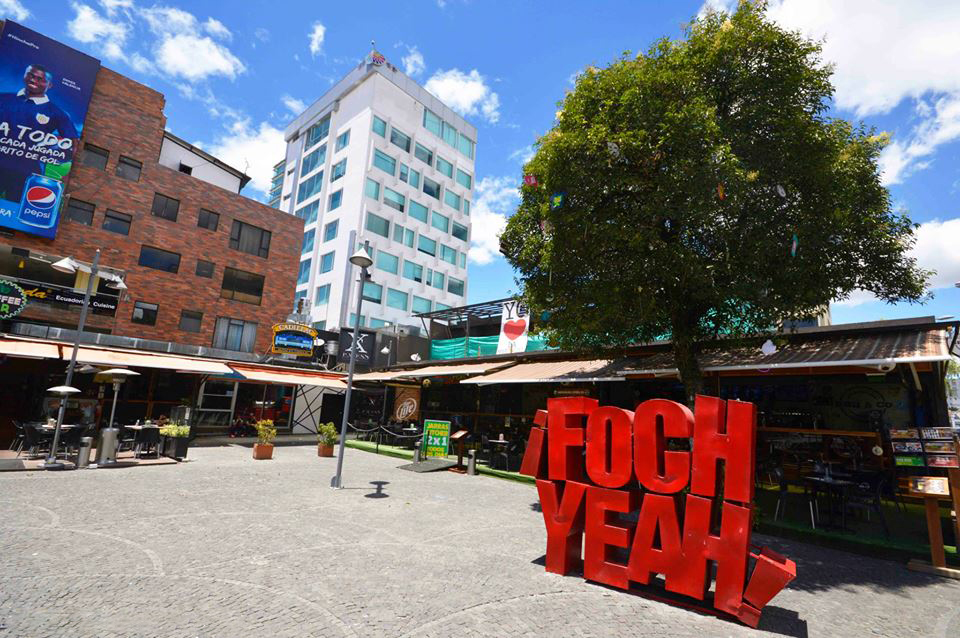
Plaza Foch, también conocida como Plaza El Quinde.

Mariscal Sucre, también conocida como «La Mariscal», es una de las 32 parroquias urbanas de la ciudad de Quito. Se ubica en el centro-norte de la urbe ecuatoriana y limita con, Iñaquito por el norte, Belisario Quevedo por el noroeste, San Juan por el sureste y por la parroquia del Itchimbía al sur y este.
En términos viales, la parroquia está flanqueada por las avenidas Francisco de Orellana al norte, la avenida 10 de Agosto por el oeste, la avenida 12 de Octubre hacia el este y la avenida Patria por el sur. Sus principales vías de tránsito interno en sentido norte-sur son las avenidas Amazonas y 6 de Diciembre y la calle 9 de Octubre; mientras que en sentido este-oeste son la avenida Cristóbal Colón y las calles Ignacio de Veintimilla, Luis Cordero, Jerónimo Carrión y Jorge Washington.
Es uno de los lugares más turísticos de la capital ecuatoriana, ya que en esta se concentran la mayor cantidad de hoteles, hostales, restaurantes, tiendas de suvenires y ropa, de artesanías y cafeterías. También posee una notoria vida nocturna debido a la alta concentración de discotecas, bares, pubs y centros de socialización y diversión en general.

## Historia
Se cree que el límite sur de la laguna de «añaquito» o «iñaquito», se encontraba en esta parroquia. Esta laguna, formada por el deshielo que tuvo el estratovolcán Pichincha después de la última edad de hielo, desapareció cuando los españoles llegaron a la ciudad, quienes ordenaron que fuera drenada para que la zona fuera ocupada para tierras comunes.
Antes del siglo XIX el sector fue un lugar dedicado principalmente para cultivos. En aquella época, Quito se extendía hasta La Alameda, un parque que establecía el límite norte de la ciudad. A mediados de aquella época, la mayoría de las familias adineradas de la capital vivían en sus palacetes y mansiones que se hallaban en lo que ahora se conoce comúnmente como Centro Histórico. Estas, en su mayoría eran propiedades heredadas por familiares, las cuales se habían sucedido por generaciones a lo largo de la época colonial.
Pero la saturación comercial y el elevado crecimiento demográfico, obligó a los quiteños más pudientes a buscar nuevos lugares para emplazar sus residencias y así vivir en un ambiente más tranquilo. Es en este contexto que nace el barrio de Mariscal Sucre, que sería conocido en el futuro simplemente como La Mariscal.

### De tierras rurales a barrio exclusivo
Hasta mediados del siglo XIX el sector se encontraba fuera del límite urbano de Quito, siendo nada más un conjunto de tierras dedicadas a la agricultura y pastoreo sin relevancia aparente para urbanizarlas. A finales del siglo XIX la familia Jijón, Condes de Casa Jijón, construyen la primera villa en las tierras que habían adquirido a la comunidad indígena de Santa Clara de San Millán.
La propiedad de los Jijón, inaugurado en 1893 con el nombre de Palacio de La Circasiana, abrió la puerta para que las familias pudientes de la capital empezasen a pensar en la zona como una alternativa para salir del atestado y desvalorizado centro de Quito, y dirigirse hacia un sector más tranquilo y con mejores posibilidades de planificación.
Ya para la década de 1910, el sector que fue conocido oficialmente como "Mariscal Sucre", en honor al Gran Mariscal de Ayacucho, se encontraba lleno de estupendas mansiones, palacios y casas de las familias más acaudaladas de la ciudad. La Mariscal permaneció como un sector estrictamente residencial hasta inicios de la década de 1920, cuando la llegada del tranvía trajo consigo a los primeros negocios.

### Primeros tintes comerciales
La segunda ruta del tranvía de Quito llegó al sector a partir de 1912, ubicando sobre la avenida Colón una estación de trasbordo que conectaba con el tranvía de gas que se dirigía a la aldea vecina de Cotocollao, la cual es ahora parte de la ciudad. Este hecho convirtió a los alrededores de dicha estación en un pequeño centro de servicios para los usuarios, lo cual permitió la proliferación de pequeños negocios en los jardines y zaguanes, que eran adecuados para la instalación de estos pequeños comercios familiares, administrados principalmente por las dueñas de las viviendas. De esta manera, las mujeres empezaban a colaborar con los gastos del hogar e iniciaban así una participación más activa en la economía de Quito.
Hasta la década de 1940 La Mariscal se destacaba por su combinación de roles urbanos: tanto residencial como comercial; aunque este último con un carácter mucho menos activo que aquel dado en el Centro Histórico. En 1957 se inaugura en la avenida Amazonas el primer supermercado de autoservicios del país llamado La Favorita, y con éste, se abre una nueva etapa comercial más amplia para el sector de La Mariscal.
Este período fue el más importante del siglo XX para la parroquia, desde los años 40 hasta los 70, el sector florecería. A principios de la década de los 70, los residentes irían abandonando poco a poco sus casas para ocupar nuevas urbanizaciones y sectores ubicados más hacia el norte de la ciudad.

### Los años 60 y 70
Tras la inauguración del primer autoservicio del país dentro de La Mariscal, el nuevo destino del sector cobró importancia. Se desarrolla el comercio de la parroquia. En este período, el sector continuaba siendo principalmente residencial.

### Época moderna

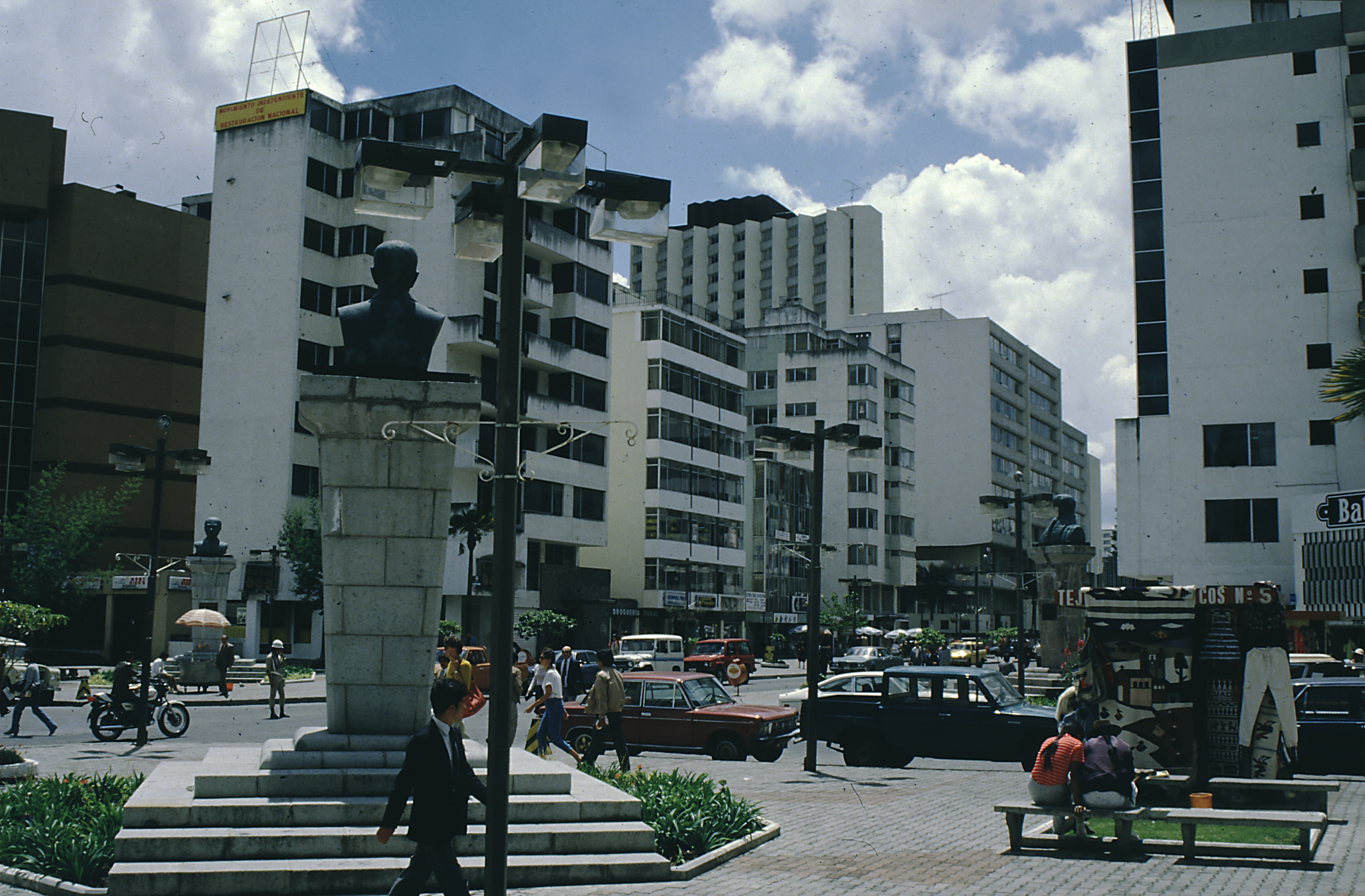
Plaza de los Presidentes, en 1985.

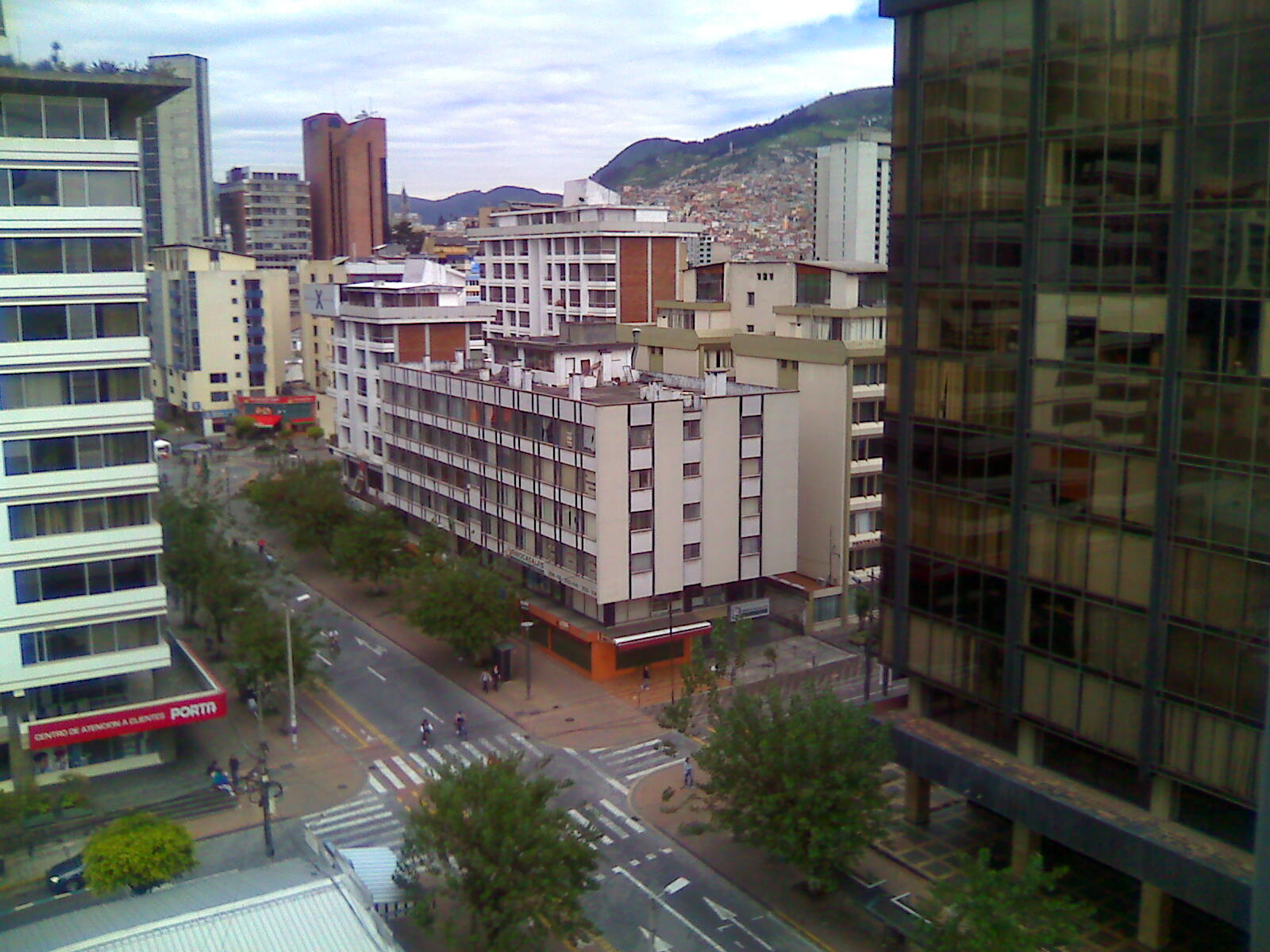
Vista aérea de la avenida Amazonas, en 2012.

Actualmente se ha consolidado como una parroquia en la que prima el entretenimiento, el comercio y los negocios. [cita requerida]

## Demografía

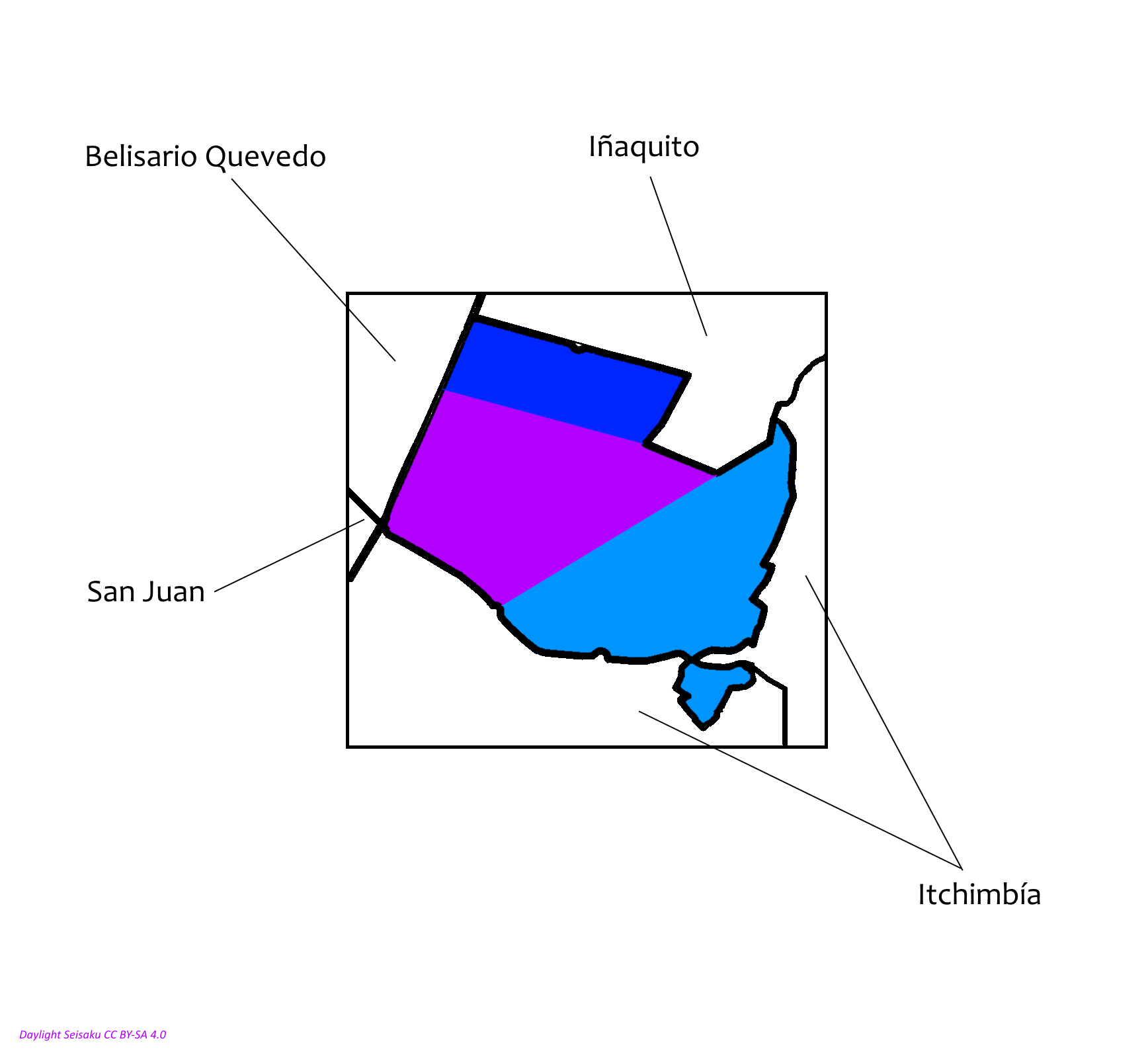
Barrios de La Mariscal y Parroquias limítrofes

Según los censos del INEC, la parroquia Mariscal Sucre contaba con una población de 18.801 habs en el año 1990, y registró un descenso del -1,5% hacia el 2001, llegando a los 15.841 habs.
Actualmente La Mariscal cuenta con una población de 12.843 habs (2010) y una tasa de crecimiento del -3,1% según la proyección oficial para el año 2015, y un -4,5 para el 2025. Esto significa que ocupa el décimo lugar de población dentro de las parroquias que conforman la Administración Zonal Eugenio Espejo.
Estas proyecciones confirman la tendencia al descenso poblacional estable dentro de la parroquia y la ocupación del suelo para oficinas y comercios, lo que significaría una población laboral y de tránsito muy alta durante el día.
Políticamente la parroquia se divide en cuatro barrios, 3 de ellos en sentido latitudinal y uno en sentido longitudinal:
- Orellana, ubicado entre las avenidas Orellana y Colón.
- El Quinde, ubicado entre la avenida Colón y la calle Ignacio de Veintimilla.
- Patria, ubicado entre la calle Ignacio de Veintimilla y la avenida Patria.
- 12 de Octubre, ubicado entre las avenidas 6 de Diciembre y 12 de Octubre.

## Arquitectura
Las principales muestras pertenecen al estilo neoclásico debido a que el sector fue planificado como una ciudad valle. A partir de la década de 1970, y a causa del boom comercial de la zona, empiezan a aparecer construcciones de corte más moderno, llegando a levantarse altas torres de oficinas, entre las que se encuentran los edificios más altos de la ciudad.
Algunos de los edificios más importantes dentro de esta parroquia son:
Públicos
- Palacio de Najas (Ministerio de Relaciones Exteriores de Ecuador).
- Ministerio de Cultura de Ecuador.
- Torre Mantilla (Ministerio de Transporte y Obras Públicas).
- Torre CFN (Corporación Financiera Nacional).

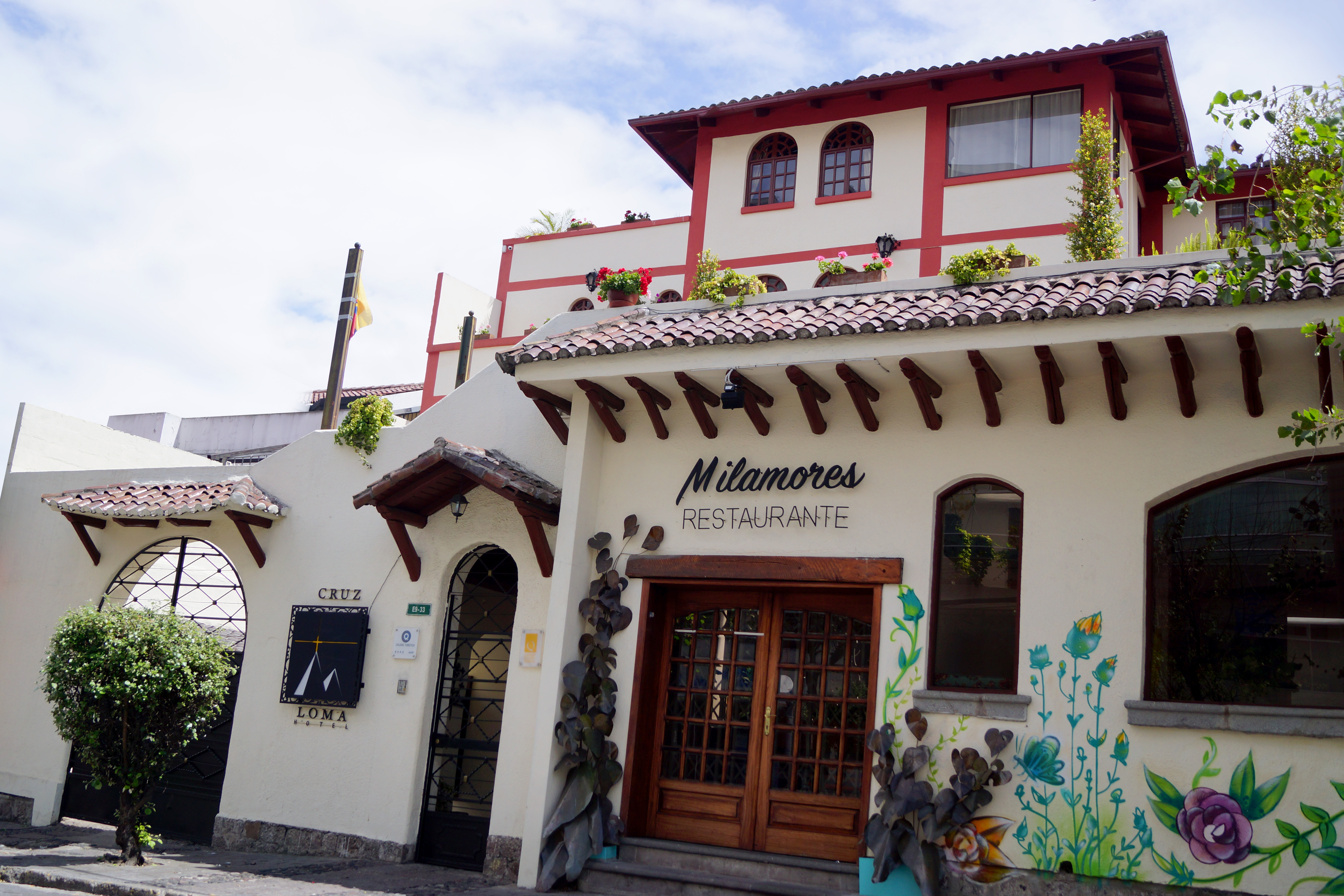
Fotografía de la entrada a Cruz Loma Hotel, hotel ubicado en la Av. Ignacio de Veintimilla. Villa española que guarda el estilo de las casas veraniegas de las familias acaudaladas de Quito en el.

- Hospital de Niños Baca Ortíz.

Turísticos
- Hoteles:
  - Marriott
  - Swissôtel
  - Hilton Colón

- - Cruz Loma Hotel Archivado el 13 de septiembre de 2019 en Wayback Machine.
  - Galasam
  - Nü House Boutique Hotel
  - Accor-Mercure Alameda.
- Plaza el Quinde, también conocida como Plaza Foch.
- Calle Calama.
- Mercado Artesanal La Mariscal.
- Centro Comercial Espiral.

Culturales
- Museos y galerías:
  - Museo Mindalae
  - Galería XIX
  - Galería del Ministerio de Cultura
  - Museo del colegio Manuela Cañizares.
- Teatros:
  - Patio de Comedias
  - Fundación Humanizarte
  - Plaza de la Cultura
  - Teatro Manuela Cañizares.
- Bibliotecas:
  - Biblioteca Americanista La Circasiana
  - Biblioteca del Ministerio de Transporte y Obras Públicas
  - Biblioteca del Palacio de Najas
  - Biblioteca del Ministerio de Cultura
  - Biblioteca del Palacio de La Alhambra (Academia Nacional de Historia)
  - Biblioteca de la Corporación Financiera Nacional
  - Biblioteca de la Superintendencia de Bancos
  - Biblioteca de Medicina Infantil Baca Ortíz.
- Iglesias:
  - Iglesia de Santa Teresita
  - Capilla Casa Girón
  - La Iglesia de Santa Teresita, en el barrio La MariscalCapilla Santo Domingo de Guzmán.
- Instituciones educativas:
  - Escuela Santo Domingo de Guzmán

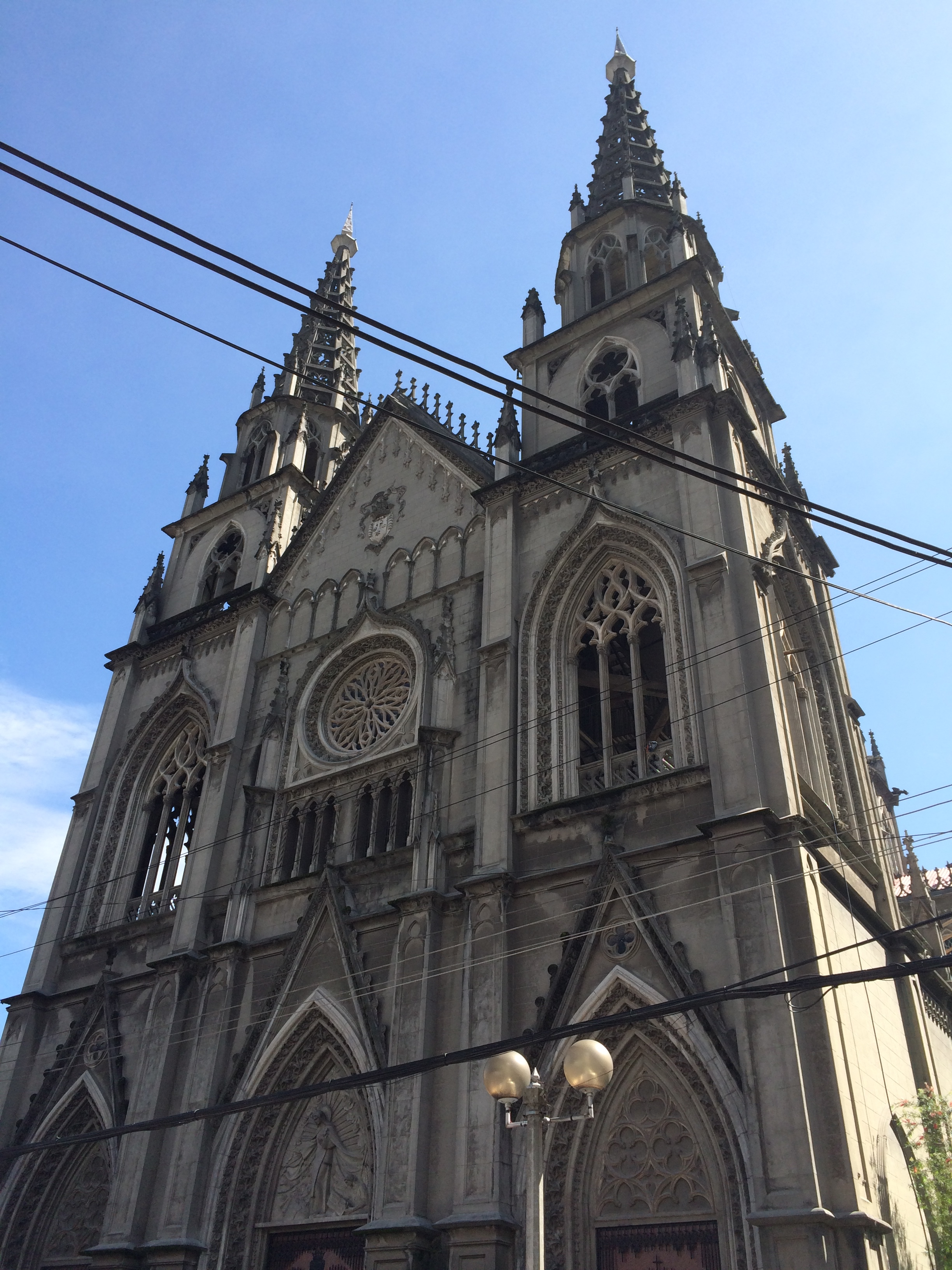
La Iglesia de Santa Teresita, en el barrio La Mariscal

  - Colegio Manuela Cañizares / María Angélica Idrobo
  - Colegio Militar Eloy Alfaro
  - Colegio Borja 2
  - Universidad Tecnológica Israel.

Privados
- Castillo Larrea.
- Palacio Herdoiza "de La Alhambra". Academia Nacional de Historia
- Casa Girón (sala de velaciones).
- Mansión Plaza-Lasso.
- Torres de Almagro (complejo de apartamentos).
- Edificio Banco de Guayaquil.
- Torres Banco Internacional I y II.
- Edificio COFIEC.
- Edificio Banco de Préstamos.
- Edificio Tarqui (Banco del Austro).
- Torres Plaza Colón (complejo de apartamentos).

## Comercio
La zona es el principal punto de interés turístico de diversión en la ciudad, en donde se asienta un alto porcentaje de hoteles, hostales, cafés, restaurantes, bares y discotecas. Sus calles están llenas de tiendas de artesanías (algunas concentradas en el Mercado Artesanal), comercios minoristas, tiendas de ropa, farmacias, peluquerías, lavanderías y todo tipo de complemento al sector turístico.